# Hugo von Freytag-Loringhoven
Pour les articles homonymes, voir Freytag-Loringhoven.
Hugo Friedrich Philipp Johann Freiherr von Freytag-Loringhoven, né le 20 mai 1855 et mort le 19 octobre 1924, est un général prussien et un historien, avec des origines baltes bien que né à Copenhague.

## Famille
Les Freytag-Loringhoven (de) forment une branche d'une ancienne famille westphalienne, installée en Livonie, dans l'Empire russe.
Hugo est le fils d'un diplomate (Carl Gottlob von Freytag-Loringhoven (de), 1811-1882) au service de la Russie comme consul général à Copenhague et à Danzig.
Hugo est le père de Léopold Freiherr von Freytag-Loringhoven, le mari de la new-yorkaise Elsa von Freytag-Loringhoven (la « baronne du dadaïsme »), et frère de la peintre allemande Mathilde von Freytag-Loringhoven.

## Carrière militaire
En tant que sujet russe, il entre d'abord dans l'Armée impériale en 1877 avec le grade de lieutenant, puis intègre la Garde prussienne. En 1887, il est à la Kriegsakademie de Berlin, où il enseigne jusqu'en 1896 l'histoire militaire.
En 1898, il est affecté avec le grade de Major au Grand État-Major général (großer Generalstab), travaillant notamment avec Alfred von Schlieffen, puis le 19 décembre 1907 il prend le commandement du 12e régiment de grenadiers en garnison à Francfort-sur-l'Oder. De retour au grand état-major général, il devient haut quartier-maître le 27 janvier 1910, puis le 1er décembre 1913 il reçoit le commandant de la 22e division d'infanterie à Cassel.
Lors de la mobilisation allemande de 1914, Freytag est affecté auprès de l'état-major austro-hongrois, comme officier de liaison ; proche de Falkenhayn, il est rappelé en janvier 1915 au sein de l'OHL avec le titre de Stellvertretender Generalquartiermeister (adjoint du quartier-maître général). Placé temporairement à la tête du 9e corps de réserve courant 1915, il est nommé le 13 avril 1916 commandant de la 17e division de réserve, puis rejoint de nouveau l'OHL du 15 septembre 1916 jusqu'à la fin de la guerre avec la fonction de Stellvertreter (représentant) à Berlin, obtenant le 18 avril 1918 le grade de General der Infanterie.

## Historien militaire
En 1916, il reçoit la décoration Pour le Mérite, au titre des sciences et des arts, pour son œuvre en tant qu'historien. À partir de 1918, il est membre de l'Académie des sciences économiques d'Erfurt. Œuvres :
- (de) Napoleonische Initiative 1809 und 1814 [« L'Initiative napoléonienne en 1809 et 1814 »], Berlin, Ernst Siegfried Mittler und Sohn, 1896, 24 p. (BNF 34083396).
- (de) Die Heerführung Napoleons und Moltkes : eine vergleichende Studie [« La Stratégie de Napoléon et de Moltke »], Berlin, E. S. Mittler & Sohn, 1897, 54 p. (BNF 30465467, LCCN ltf89003724).
- (de) Aufklarung und Armeefuhrung : dargestellt an den Ereignissen bei der Schlesischen Armee im Herbst 1813 [« Reconnaissance et art de la guerre : exposé à propos de ce qui est advenu à l'armée de Silésie pendant l'automne 1813 »], Berlin, E. S. Mittler & Sohn, 1900, 153 p. (BNF 30465464, lire en ligne).
- (de) Studien, über Kriegführung auf Grundlage des Nordamerikanischen Sezessionskrieges in Virginien [« Études de stratégie sur la guerre de Sécession en Virginie »], Berlin, E. S. Mittler & Sohn, 1901 (réimpr. 1903), 134 (BNF 30465472, LCCN 03013306, lire en ligne).
- (de) Aus den westlichen Gouvernements Russlands [« Dans les gouvernements occidentaux de la Russie »], Berlin, H. Steinitz, 1905, 128 p. (BNF 30465473).
- (de) Die Macht der Persönlichkeit im Kriege : Studien nach Clausewitz [« L'Importance de la personnalité à la guerre : étude d'après Clausewitz »], Berlin, 1905 (réimpr. 1911), 124 p. (BNF 30465469).
- (de) Das Exerzier-Reglement für die Infanterie vom 29. Mai 1906 [« Le Règlement d'infanterie du 29 mai 1906 »], Berlin, E. S. Mittler & Sohn, 1907, 258 p. (BNF 32130477).
- (de) Kriegslehren nach Clausewitz aus den Feldzügen 1813 und 1814 [« Doctrines militaires d'après Clausewitz sur les campagnes de 1813 et 1814 »], Berlin, E. S. Mittler & Sohn, 1908, 156 p. (BNF 32130491, LCCN ltf90027874).
- (de) Die Heerführung Napoleons in ihrer Bedeutung für unsere Zeit [« La Stratégie de Napoléon et son importance pour notre époque »], Berlin, E. S. Mittler & Sohn, 1910, 2 volumes (BNF 30465466).
- (de) Krieg und Politik in der Neuzeit, Studien [« Guerre et politique à l'ère moderne »], E. S. Mittler & Sohn, 1911, 280 p. (LCCN ltf90017965).
- (de) Die Führung in den neuesten Kriegen, Operatives und Taktisches [« Le Commandement dans les dernières guerres, opérations et tactiques »], Berlin, E. S. Mittler & Sohn, 1912 (réimpr. 1913).
  - (de) Gebirgskämpfe [« Combat en montagne »], Berlin, E. S. Mittler & Sohn, 1912, 114 p. (LCCN 50054504).
  - (de) Das russische Oberkommando in der europäischen Türkei im Kriege 1877-1878 [« Le Commandement russe en Turquie d'Europe pendant la guerre de 1877-1878 »], Berlin, E. S. Mittler & Sohn, 1912, 110 p. (LCCN 50054505).
  - (de) Betrachtungen über den russisch-japanischen Krieg [« Réflexions sur la guerre russo-japonaise »], Berlin, E. S. Mittler & Sohn, 1913, 138 p. (BNF 32130474, LCCN 50045041).
- Études d'après Clausewitz, par le général Bon von Freytag-Loringhoven : La Puissance de la personnalité à la guerre  (trad. lieutenant René Goubernard), Paris, H. Charles-Lavauzelle, 1913, 219 p. (BNF 30465470).
- (de) Die Grundbedingungen kriegerischen Erfolges : Beiträge zur Psychologie des Krieges im 19. und 20. Jahrhundert [« Les Conditions de base du succès militaire : contributions à la psychologie pendant les guerres au XIXe et XXe siècles »], Berlin, E. S. Mittler & Sohn, 1914, 209 p. (BNF 32130488).
- (de) Folgerungen aus dem Weltkriege [« Conséquences de la guerre mondiale »], Berlin, E. S. Mittler & Sohn, 1918, 106 p. (BNF 32130480).
- (en) Deductions from the World War, New York & Londres, G. P. Putnam's sons & Constable, 1918, 176 p. (BNF 32130475, lire en ligne).
- (de) Politik und Kriegführung [« Politique et commandement militaire »], Berlin, E. S. Mittler & Sohn, 1918, 252 p. (BNF 32130497).
- (de) Geschultes Volksheer oder Miliz? [« Armée nationale ou milice ? »], Berlin, 1918.
- (en) A Nation trained in arms or a militia ? lessons in war from the past and the present, Londres, Constable, 1916, 172 p. (BNF 32130495) (préface par Charles Callwell).
- (de) Was danken wir unserem Offizierkorps? [« Que devons-nous à notre corps des officiers ? »], Berlin, 1919.
- (de) Generalfeldmarschall Graf von Schlieffen : sein Leben und die Verwertung seines geistigen Erbes im Weltkriege [« Maréchal comte von Schlieffen : sa vie et son héritage intellectuel pendant la guerre mondiale »], Leipzig, P. Schraepler, 1920, 153 p. (BNF 32130482).
- (de) Angewandte Geschichte [« Histoire appliquée »], Berlin & Leipzig, W. de Gruyter, 1920, 234 p. (BNF 32130473).
- (de) Menschen und Dinge, wie ich sie in meinem Leben sah [« Les Hommes et les choses, ce que j'ai vu pendant ma vie »], Berlin, 1920, 338 p..
- (de) Die Pflege geschichtlicher Erinnerungen [« souvenirs historiques »], Langensalza, 1920.
- (de) Heerführung im Weltkriege : vergleichende Studien [« Commander durant la Guerre mondiale »], Berlin, E. S. Mittler & Sohn, 1921, 2 volumes (BNF 32130490, LCCN 51052518, lire en ligne).
- (de) Deutschlands Gegner im Weltkriege, Einführungen von Leo Frobenius und Hugo Frhr. v. Freytag-Loringhoven [« Adversaires de l'Allemagne pendant la Guerre mondiale »], Berlin, 1922.
- (de) Feldherrengröße : vom Denken und Handeln hervorragender Heerführer [« Généralissime »], Berlin, E. S. Mittler & Sohn, 1922, 210 p. (BNF 32130479).
- (de) Die Psyche der Heere [« Le Psychisme des armées »], Berlin, E. S. Mittler & Sohn, 1923, 175 p. (LCCN ltf89003654).
- (de) Die verwertung kriegsgeschichtlicher erfahrungen, Berlin, E. S. Mittler & Sohn, 1925, 32 p. (LCCN 26001229).